# کپور بزرگ سیامی
کپور بزرگ سیامی (نام علمی: Catlocarpio siamensis) نام یک گونه از تیره کپورماهیان است.